# Micranthemum erosum
Micranthemum erosum är en tvåhjärtbladig växtart som först beskrevs av August Heinrich Rudolf Grisebach, och fick sitt nu gällande namn av Fischer, Schäferhoff och Müller. Micranthemum erosum ingår i släktet Micranthemum och familjen Linderniaceae. Inga underarter finns listade i Catalogue of Life.